# Banco Interamericano de Desarrollo
El Banco Interamericano de Desarrollo (BID, por sus siglas en inglés: Inter-American Development Bank - IDB) es una de las principales instituciones financieras internacionales dedicadas al financiamiento de proyectos de desarrollo en América Latina y el Caribe. Fundado en diciembre de 1959, cuenta actualmente con 48 países miembros, de los cuales 26 pertenecen a la región de América Latina y el Caribe, mientras que los restantes incluyen a Canadá, Estados Unidos y 20 países extrarregionales (17 europeos, además de Corea del Sur, Japón y China). Su misión se centra en reducir la pobreza, combatir las desigualdades sociales y fomentar el desarrollo económico sostenible en la región. Entre sus países miembros, Suiza destaca como un participante activo en sus órganos directivos y colabora en la ejecución de proyectos orientados al desarrollo regional.

## Historia
El Banco Interamericano de Desarrollo (BID) es una organización financiera dedicada a fomentar el desarrollo económico y social en América Latina y el Caribe. Fue fundado en 1959 tras la redacción de su Convenio Constitutivo por parte de la Organización de Estados Americanos (OEA), aunque opera de manera independiente a esta institución. Desde su creación, ha jugado un papel clave en la integración regional y en el desarrollo sostenible de sus países miembros.
Los antecedentes del BID se remontan a la Primera Conferencia Interamericana de 1890, donde surgieron los primeros intentos de establecer una entidad capaz de abordar los desafíos económicos y sociales de la región. Sin embargo, no fue hasta 1959 que el presidente brasileño Juscelino Kubitschek, promovió de manera concreta la idea de crear una institución regional. Su propuesta obtuvo amplio respaldo en los países latinoamericanos, y poco después, la OEA redactó el Convenio Constitutivo que dio origen al BID.
El BID se consolidó como la primera institución de desarrollo regional en el mundo, estableciendo políticas y herramientas innovadoras para promover el desarrollo económico y social. Con el tiempo, se convirtió en un modelo para la creación de bancos regionales de desarrollo en otras partes del mundo. Su enfoque también incluyó ser pionero en apoyar programas sociales a través de iniciativas económicas, educativas y de salud, así como en impulsar el sector privado, particularmente mediante el apoyo a microempresas.

## Países miembros del BID

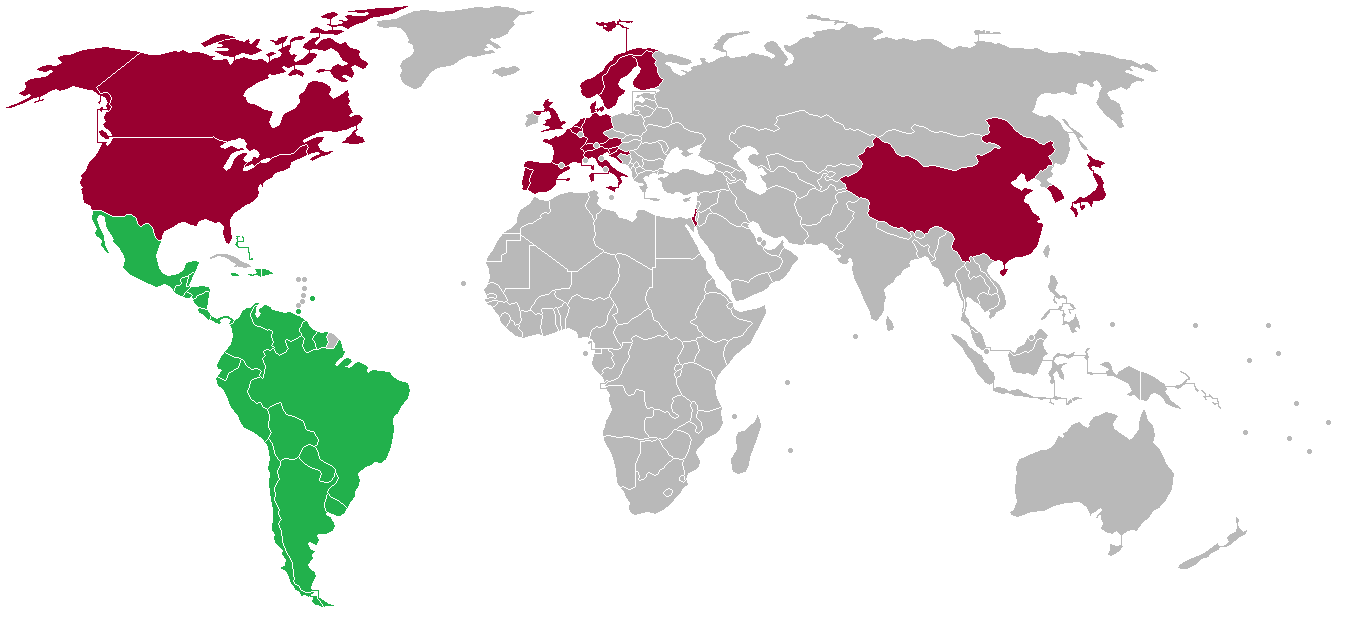
Países Miembros del BID.
Prestatarios
No prestatarios

El Banco Interamericano de Desarrollo (BID) se fundó en 1959 como una alianza entre Estados Unidos y 19 países de América Latina y el Caribe: Argentina, Bolivia, Brasil, Chile, Colombia, Costa Rica, Ecuador, El Salvador, Guatemala, Haití, Honduras, México, Nicaragua, Panamá, Paraguay, Perú, República Dominicana, Uruguay y Venezuela. Actualmente, el Banco está compuesto por 48 países miembros, divididos en prestatarios y no prestatarios.
| País           | Porcentaje |
| -------------- | ---------- |
| Estados Unidos | 30.00%     |
| Argentina      | 10.75%     |
| Brasil         | 10.75%     |
| México         | 6.91%      |
| Venezuela      | 5.76%      |
| Japón          | 5.00%      |
| Canadá         | 4.00%      |
| Chile          | 2.95%      |
| Colombia       | 2.95%      |
| España         | 2.70%      |
| Perú           | 2.55%      |
| Italia         | 2.35%      |
| Uruguay        | 2.20%      |
| Bolivia        | 1.95%      |
| Otros          | 13.95%     |

### Países miembros prestatarios
El BID cuenta con 26 países miembros prestatarios, todos ubicados en América Latina y el Caribe. Estos países son propietarios del capital disponible del Banco y ostentan poco más del 50 % del poder de voto en sus órganos de decisión.
Desde el Noveno Aumento General de Capital del BID (BID-9), aprobado en 2010, se destina al menos el 35 % de los préstamos anuales a países prestatarios clasificados como pequeños y vulnerables. Entre estos países se incluyen las Bahamas, Barbados, Belice, Bolivia, Costa Rica, Ecuador, El Salvador, Guatemala, Guyana, Haití, Honduras, Jamaica, Nicaragua, Panamá, Paraguay, República Dominicana, Surinam, Trinidad y Tobago, y Uruguay. Además, son miembros prestatarios otras economías más grandes de la región, como Argentina, Brasil, Chile, Colombia, México, Perú y Venezuela.

### Países miembros no prestatarios
La membresía en el BID también incluye 22 países no prestatarios, los cuales no reciben financiamiento del Banco pero contribuyen con recursos y votan proporcionalmente al capital suscrito. Estos países utilizan al BID como una plataforma para canalizar recursos y apoyar el desarrollo económico y social en América Latina y el Caribe, complementando sus programas bilaterales.
Entre los países no prestatarios se encuentran Canadá, China, Corea del Sur, Estados Unidos, Israel, Japón, y 16 países europeos: Alemania, Austria, Bélgica, Croacia, Dinamarca, Eslovenia, España, Finlandia, Francia, Italia, Noruega, Países Bajos, Portugal, Reino Unido, Suecia y Suiza.

## Idiomas oficiales
El Convenio Constitutivo del Banco Interamericano de Desarrollo, firmado en Washington D. C., el 8 de abril de 1959, y en vigor desde el 30 de diciembre del mismo año, fue redactado en cuatro idiomas: español, francés, inglés y portugués. Según se establece en el texto final del documento, todos estos idiomas tienen el mismo nivel de autenticidad. Estos cuatro idiomas son los utilizados en la práctica cotidiana del Banco, reflejando su compromiso con la diversidad lingüística y la inclusión de sus países miembros.

## Estructura Organizacional
El Banco Interamericano de Desarrollo (BID) cuenta con una estructura organizativa diseñada para cumplir su misión de mejorar las condiciones de vida en América Latina y el Caribe, promoviendo soluciones innovadoras y colaborativas para enfrentar los desafíos de la región. Esta estructura incluye órganos de gobernanza, dirección operativa y diversos departamentos que garantizan el cumplimiento de sus objetivos estratégicos.

### Asamblea de Gobernadores
La Asamblea de Gobernadores es la máxima autoridad del BID y está compuesta por representantes de los países miembros. Cada miembro designa a un gobernador, generalmente un ministro de finanzas o una autoridad económica de alto nivel. El poder de voto de cada gobernador está determinado por el capital suscrito por su país en el Banco. Los países prestatarios poseen poco más del 50 % del poder de voto.
La Asamblea se reúne anualmente, en marzo o abril, para revisar las operaciones del Banco y tomar decisiones estratégicas. Entre sus funciones se encuentran la supervisión de las actividades del BID y la delegación de responsabilidades operativas al Directorio Ejecutivo.

### Directorio Ejecutivo
El Directorio Ejecutivo está compuesto por 14 directores ejecutivos y sus respectivos suplentes, quienes representan a los 48 países miembros. Este órgano se encarga de conducir las operaciones del Banco y actúa bajo las facultades delegadas por la Asamblea de Gobernadores.
Entre sus principales tareas se encuentran la aprobación de préstamos, garantías, políticas y estrategias de país, así como la administración del presupuesto. El Directorio también establece las tasas de interés y toma decisiones sobre empréstitos y otros asuntos financieros. Además, cuenta con cinco comités permanentes que abordan diferentes aspectos del trabajo del Banco, siguiendo un Programa Anual de Trabajo.

### Presidencia
| Fechas             | Nombre                       | Nacionalidad   |
| ------------------ | ---------------------------- | -------------- |
| 1960-1970          | Felipe Herrera               | Chile          |
| 1970-1988          | Antonio Ortiz Mena           | México         |
| 1988-2005          | Enrique V. Iglesias          | Uruguay        |
| 2005-2020          | Luis Alberto Moreno          | Colombia       |
| 2020-2022          | Mauricio Claver-Carone       | Estados Unidos |
| 2022               | Reina Irene Mejía (interina) | Honduras       |
| 2022- (actualidad) | Ilan Goldfajn                | Brasil         |

El Presidente del BID es el responsable de las operaciones diarias del Banco, incluyendo la gestión administrativa y la representación legal de la institución. Es elegido por la Asamblea de Gobernadores y actúa como presidente del Directorio Ejecutivo, aunque no tiene derecho a voto salvo en casos de empate. Entre las funciones del presidente se incluye la presentación de propuestas de política general al Directorio Ejecutivo y la supervisión de la Oficina del Presidente, que brinda apoyo en la ejecución de sus responsabilidades.

#### Elección de presidente en 2022
El 26 de septiembre de 2022, la Asamblea de Gobernadores del Banco Interamericano de Desarrollo (BID) destituyó a Mauricio Claver-Carone de su cargo como presidente, tras una investigación que concluyó que había violado las políticas internas del banco al mantener una relación sentimental con una subordinada y otorgarle trato de favor. Durante el período de transición, la Vicepresidenta Ejecutiva, Reina Irene Mejía, asumió las funciones de presidenta interina.
El 20 de noviembre de 2022, Ilan Goldfajn fue elegido como presidente del BID. Goldfajn, economista y exgobernador del Banco Central de Brasil, asumió el cargo el 19 de diciembre de 2022. En su discurso inaugural, delineó su visión para la institución, destacando la importancia de reducir la pobreza, promover el crecimiento económico sostenible y abordar desafíos como el cambio climático y la integración regional.

### Departamentos, Oficinas y Sectores
El BID está organizado en varias unidades que apoyan sus operaciones, estrategias clave y su misión en promover el desarrollo sostenible y la integración regional en América Latina y el Caribe.  Entre estas se encuentran:
- Núcleo Estratégico: Incluye la Oficina de la Presidencia, la Oficina del Vicepresidente Ejecutivo, la Secretaría, la Oficina de Planificación Estratégica y Efectividad en el Desarrollo, Auditoría Ejecutiva, la Oficina de Integridad Institucional, la Oficina de Gestión de Riesgos y la Oficina de Alianzas Estratégicas. Además, integra al BID Lab, enfocado en la innovación para el desarrollo.
- Vicepresidencia de Países: Gestiona la relación con los países miembros prestatarios y está compuesta por departamentos que abarcan el Cono Sur, el Grupo Andino, el Caribe y Centroamérica.
- Vicepresidencia de Sectores y Conocimiento: Se centra en áreas temáticas clave a través de departamentos como Investigación y Economista Jefe, Infraestructura y Energía, Sector Social, Instituciones para el Desarrollo, Cambio Climático y Desarrollo Sostenible, Conocimiento, Innovación y Comunicación, e Integración y Comercio.
- Vicepresidencia de Finanzas y Administración: Responsable de la gestión financiera y administrativa, que incluye los departamentos de Finanzas, Recursos Humanos, Tecnología de la Información, Presupuesto y Servicios Administrativos, además del Departamento Legal y la Secretaría Ejecutiva de los Planes de Jubilación.

## Áreas prioritarias de acción y programas
El BID ha identificado una serie de áreas prioritarias para promover un desarrollo sostenible e inclusivo en América Latina y el Caribe. Estas prioridades abordan desafíos como la reducción de la pobreza, el cambio climático, la integración regional, el crecimiento económico y la innovación, con un enfoque en mejorar las condiciones de vida de la población y fomentar un crecimiento equilibrado. Con estas áreas prioritarias, el BID reafirma su compromiso de mejorar las vidas en América Latina y el Caribe, consolidándose como un socio estratégico para el desarrollo social, económico e institucional, y como un puente entre la región y el resto del mundo.

### Igualdad social y reducción de la pobreza
El BID impulsa iniciativas orientadas a erradicar la pobreza extrema y reducir las desigualdades en diversas dimensiones. Estas incluyen el acceso a educación, salud, seguridad alimentaria e igualdad de género. Según el Banco, más de 200 millones de personas en América Latina y el Caribe viven en condiciones de pobreza, y 60 millones enfrentan hambre. Estas acciones buscan maximizar las inversiones en capital humano y garantizar mejores condiciones de vida para las comunidades más vulnerables.

### Cambio climático y sostenibilidad ambiental
La lucha contra el cambio climático es una de las prioridades estratégicas del BID. Sus iniciativas incluyen proyectos de mitigación y adaptación climática, protección de la biodiversidad, salvaguarda de la Amazonía y reducción de emisiones. También trabaja para fortalecer la capacidad de los países de la región para responder a fenómenos climáticos extremos, cuya frecuencia e impacto económico han aumentado significativamente en las últimas décadas.

### Infraestructura sostenible e integración regional
El BID promueve la inversión en infraestructura física y digital sostenible como una herramienta para impulsar la integración regional y mejorar la conectividad. Estas acciones buscan reducir los costos comerciales y de transporte, lo que a su vez fomenta la productividad y la inclusión económica. Actualmente, la región invierte solo el 2,8 % de su PIB en infraestructura, una cifra considerablemente menor que la de otras regiones en desarrollo, como Asia Oriental y el Pacífico.

### Crecimiento del sector privado y modernización del Estado
El Banco también apoya la modernización institucional y las reformas económicas necesarias para fortalecer el sector público y privado. En particular, respalda iniciativas que promuevan la eficiencia, la transparencia y la sostenibilidad en las instituciones públicas. Al mismo tiempo, financia proyectos innovadores que potencian el impacto del sector privado, promoviendo bienes públicos en toda la región.

### Educación, microempresa y tecnología
El BID considera que la educación, el desarrollo de microempresas y la ciencia y tecnología son áreas fundamentales para el progreso social y económico. Estas áreas no solo generan empleo y fomentan la innovación, sino que también contribuyen a reducir las brechas de desarrollo y fortalecen la capacidad de los países de la región para competir en un contexto global.

## Tópicos
El Banco Interamericano de Desarrollo (BID) aborda una variedad de temas fundamentales para el desarrollo sostenible de América Latina y el Caribe. Estas áreas de trabajo reflejan su compromiso con la mejora de la calidad de vida en la región a través de soluciones integrales y sostenibles. A continuación, se destacan sus principales líneas de acción:
1. Amazonía Siempre: El programa "Amazonía Siempre" busca promover el desarrollo sostenible de la región amazónica mediante la conservación de los bosques, la acción climática y la mejora de la calidad de vida de sus habitantes. Este enfoque incluye la ampliación de financiamiento, el fortalecimiento de proyectos y la promoción de políticas públicas en colaboración con actores regionales.
2. Agricultura y Seguridad Alimentaria: El BID trabaja en la modernización de los servicios agrícolas para incrementar la productividad y preservar los recursos naturales. Su objetivo es mejorar la seguridad alimentaria, aumentar los ingresos rurales y reducir la pobreza.
3. Agua y Saneamiento: El Banco apoya proyectos de expansión y modernización de los servicios de agua potable y saneamiento, buscando garantizar su acceso equitativo y sostenible. También promueve la gestión integrada de los recursos hídricos para mitigar los efectos del cambio climático y preservar los ecosistemas.[25]
4. Cambio Climático y Biodiversidad: La institución apoya la transición hacia economías bajas en carbono y resilientes al clima. Esto incluye movilizar recursos, generar conocimiento y fortalecer las instituciones en los países de la región.
5. Gestión del Riesgo de Desastres: El BID fomenta la integración de la gestión de riesgos de desastres en la planificación del desarrollo sostenible, ofreciendo herramientas y conocimiento para tomar decisiones informadas.
6. Educación: El Banco colabora con gobiernos y organizaciones para transformar los sistemas educativos y garantizar su calidad, inclusión y pertinencia. Promueve la innovación y el uso de tecnología para cerrar brechas de aprendizaje.
7. Energía: En su esfuerzo por una transición energética sostenible, el BID apoya a los países en el diseño de políticas y proyectos para diversificar las fuentes de energía y promover su acceso confiable y asequible.
8. Soluciones Ambientales y Sociales: La entidad busca maximizar los beneficios ambientales y sociales de sus proyectos, aplicando políticas integrales que minimicen riesgos e impactos negativos en las comunidades y el medio ambiente.
9. Medio Ambiente y Gestión de Recursos Naturales: El BID trabaja para incorporar la gestión responsable de los recursos naturales en sectores económicos, priorizando la sostenibilidad y la protección de la biodiversidad.
10. Inclusión Financiera: El programa FINLAC impulsa la inclusión financiera mediante inversiones y asociaciones público-privadas, fomentando el acceso equitativo a servicios financieros.
11. Mercados Financieros: El Banco facilita soluciones de financiamiento para movilizar inversiones privadas que contribuyan a un desarrollo inclusivo y sostenible en la región.
12. Gestión Fiscal: A través de financiamiento y asistencia técnica, el BID apoya la sostenibilidad fiscal y ambiental, promoviendo la equidad y el fortalecimiento de capacidades institucionales.
13. Género y Diversidad: El BID fomenta la igualdad de género, la inclusión de grupos diversos y el desarrollo con identidad de pueblos indígenas mediante inversiones y programas especializados.
14. Salud: La institución contribuye al fortalecimiento de los sistemas de salud para alcanzar la cobertura universal, reducir riesgos de pobreza y mejorar las condiciones de vida en la región.
15. Mercados Laborales y Pensiones: El Banco impulsa la creación de empleos de calidad y fomenta el desarrollo de una fuerza laboral adaptada a los desafíos del mercado laboral actual y futuro.
16. Migración: Con políticas adecuadas, el BID promueve la integración de los migrantes como un aporte al desarrollo económico y social de los países de acogida.
17. Modernización del Estado: El Banco apoya iniciativas para mejorar la eficiencia estatal, combatir la corrupción, fortalecer el estado de derecho y promover gobiernos abiertos y digitales.
18. Pequeñas y Medianas Empresas (PYME): El BID trabaja con el sector privado y los gobiernos para fortalecer el entorno empresarial y promover el desarrollo de las pymes en la región.
19. Integración Regional: La institución fomenta la cooperación entre países para mejorar la competitividad, armonizar políticas y crear infraestructura compartida que impulse la integración económica.
20. Turismo Sostenible: El BID promueve el turismo como una herramienta de desarrollo socioeconómico, priorizando la sostenibilidad ambiental y la preservación cultural.
21. Ciencia, Tecnología e Innovación: El Banco respalda iniciativas de innovación tecnológica y empresarial que aumenten la productividad y fomenten el progreso económico.
22. Protección Social: La entidad apoya sistemas de protección social flexibles y sostenibles que aborden la pobreza y promuevan la inclusión de grupos vulnerables.
23. Comercio: El BID impulsa la integración comercial regional e internacional, facilitando la armonización de regulaciones y la inversión en infraestructura de integración.
24. Transporte: La institución colabora en el desarrollo de sistemas de transporte accesibles, seguros y sostenibles que favorezcan el crecimiento económico y mejoren la calidad de vida.
25. Desarrollo Urbano y Vivienda: El Banco apoya la urbanización inclusiva y la planificación de ciudades sostenibles que respondan a los desafíos sociales y ambientales de la región.

## Financiamiento climático
El Banco Interamericano de Desarrollo (BID) ha establecido diversas iniciativas para impulsar el financiamiento climático en la región de América Latina y el Caribe, con el objetivo de fomentar economías bajas en carbono y resilientes al cambio climático. Estas acciones están alineadas con los Objetivos de Desarrollo Sostenible (ODS) y las contribuciones determinadas a nivel nacional (NDC) del Acuerdo de París.

### Compromisos y resultados
Bajo el Marco Corporativo de Resultados 2020-2023, el BID se comprometió a destinar el 30% de su financiamiento total aprobado a proyectos relacionados con el cambio climático. En 2023, este compromiso se superó significativamente, alcanzando los 6.100 millones de dólares en financiamiento climático, lo que representó el 45,3% de las aprobaciones totales del BID. Al considerar al Grupo BID en su conjunto, que incluye BID Invest e IDB Lab, la financiación climática total llegó a los 8.300 millones de dólares. Estas cifras reflejan el liderazgo del BID en movilizar recursos hacia proyectos de mitigación y adaptación al cambio climático en la región.

### Metodología
El financiamiento climático se calcula como el volumen de actividades específicas dentro de los proyectos de desarrollo que contribuyen a la mitigación o adaptación al cambio climático. Este seguimiento incluye diversas modalidades, como préstamos, donaciones, cooperación técnica, garantías y aportes de capital, ya sea con fondos propios del BID o con recursos externos gestionados por la institución.
La metodología utilizada sigue los lineamientos conjuntos establecidos por los Bancos Multilaterales de Desarrollo (BMD). Desde 2012, los BMD publican anualmente informes conjuntos sobre financiamiento climático, con el objetivo de aumentar la transparencia y asegurar la comparabilidad de los datos relacionados con sus contribuciones al cambio climático.
Financiamiento para mitigación: La metodología para el seguimiento de actividades de mitigación se basa en una "lista positiva" que incluye proyectos compatibles con trayectorias de bajas emisiones, como se detalla en el Anexo C del Informe Conjunto sobre Financiación Climática de los BMD.
Financiamiento para adaptación: A diferencia de la mitigación, el financiamiento para adaptación utiliza un enfoque basado en procesos que no depende de una lista predefinida de actividades. Solo se consideran como financiamiento para adaptación aquellos proyectos que cumplen con estos tres criterios, tal como se detalla en el Anexo B del Informe Conjunto:
1. Describir el contexto de vulnerabilidad al clima relacionado con el proyecto.
2. Explicitar el objetivo de reducir dicha vulnerabilidad.
3. Identificar actividades específicas de adaptación con un enfoque detallado.

### Socios estratégicos
El BID colabora con organizaciones internacionales como el Fondo para el Medio Ambiente Mundial (GEF), el Fondo Verde para el Clima (GCF), los Fondos de Inversión Climática (CIF) y la Iniciativa Internacional sobre el Clima (IKI), entre otros. Estas asociaciones fortalecen la capacidad del BID para movilizar recursos y desarrollar proyectos climáticos en alineación con los objetivos del Acuerdo de París.

### Mecanismos innovadores: BID CLIMA
El programa BID CLIMA es un programa piloto diseñado para recompensar a los países que invierten en capacidades necesarias para acceder a mercados de deuda temática y verde. Este programa utiliza un enfoque basado en resultados, ofreciendo reembolsos del 5% sobre el costo del financiamiento al cumplirse indicadores clave de desempeño (KPI) relacionados con metas climáticas y de biodiversidad.
Los indicadores incluyen:
- KPI tipo 1: Medición de los efectos ambientales de los préstamos de inversión.
- KPI tipo 2: Evaluación de la adopción de políticas ambientales.
- KPI tipo 3: Mejoras en sistemas de medición, reporte y verificación (MRV).

Este mecanismo busca fortalecer las capacidades institucionales para movilizar recursos desde mercados verdes y temáticos, al tiempo que promueve la transparencia y políticas basadas en evidencia. El BID ha desarrollado el Marco de Transición Verde (GTF) como herramienta metodológica para clasificar y orientar las metas climáticas de los prestatarios.

### Fondo Fiduciario de Donantes Múltiples de ACL
El Fondo Fiduciario de Donantes Múltiples de Acción Climática y Liderazgo (ACL), establecido en 2017, es uno de los principales instrumentos del BID para brindar asistencia técnica en etapas iniciales de proyectos climáticos. Este fondo fomenta la movilización de inversiones públicas y privadas alineadas con los ODS y las NDC del Acuerdo de París. Además, incorpora un enfoque transversal de género y diversidad en todas sus acciones y políticas climáticas.

## Relaciones con España
El BID mantiene una estrecha relación con España, principal donante de fondos fiduciarios de la institución y socio clave en diversas iniciativas de desarrollo en América Latina y el Caribe (ALC). En 2012, el BID estableció su oficina de representación para Europa en Madrid, con el objetivo de facilitar el acceso de empresas e instituciones europeas a los proyectos del Banco. La sede también refuerza las relaciones económicas con España, dado el crecimiento acelerado del comercio entre este país y América Latina.

### Acuerdos financieros
En 2017, durante una reunión en Asunción, Paraguay, el BID y España firmaron un Acuerdo Marco de Financiamiento Conjunto, con el objetivo general de facilitar la relación entre estos socios en el financiamiento de operaciones, que promuevan el desarrollo económico y social de los países miembros prestatarios del BID. Este acuerdo prioriza áreas como prevención de desastres, integración regional, energía sostenible y cambio climático, con especial énfasis en agua y saneamiento, sector donde España tiene una participación histórica en la región de ALC. Desde 2008, España ha aportado más de 855 millones de dólares a iniciativas del BID en la región.

### Innovación tecnológica
En 2018, el BID y el Centro de Transferencia de Tecnología (CTT) de España firmaron un acuerdo para compartir herramientas digitales en código abierto. Esta colaboración busca que los gobiernos y organizaciones de ALC y Europa adapten y reutilicen estas herramientas, promoviendo economías de escala y soluciones efectivas para problemas de desarrollo.

### Proyectos sociales y deportivos
En colaboración con los clubes españoles Real Madrid y Barcelona, el BID ha financiado centros deportivos en barrios desfavorecidos de Sudamérica. Además del apoyo financiero, los equipos contribuyen con equipamiento deportivo y formación de entrenadores. Este proyecto busca promover valores como el respeto, la igualdad y el compañerismo, utilizando el fútbol como herramienta de desarrollo social.